# Krajewo (Mława)
Krajewo – część miasta Mława w województwie mazowieckim. 
Miejscowość włączona do Mławy 1 stycznia 2004 roku. Przed wcieleniem do Mławy była to wieś położona w województwie warmińsko-mazurskim, w powiecie działdowskim, w gminie Iłowo-Osada.
W latach 1975–1998 miejscowość administracyjnie należała do województwa ciechanowskiego.

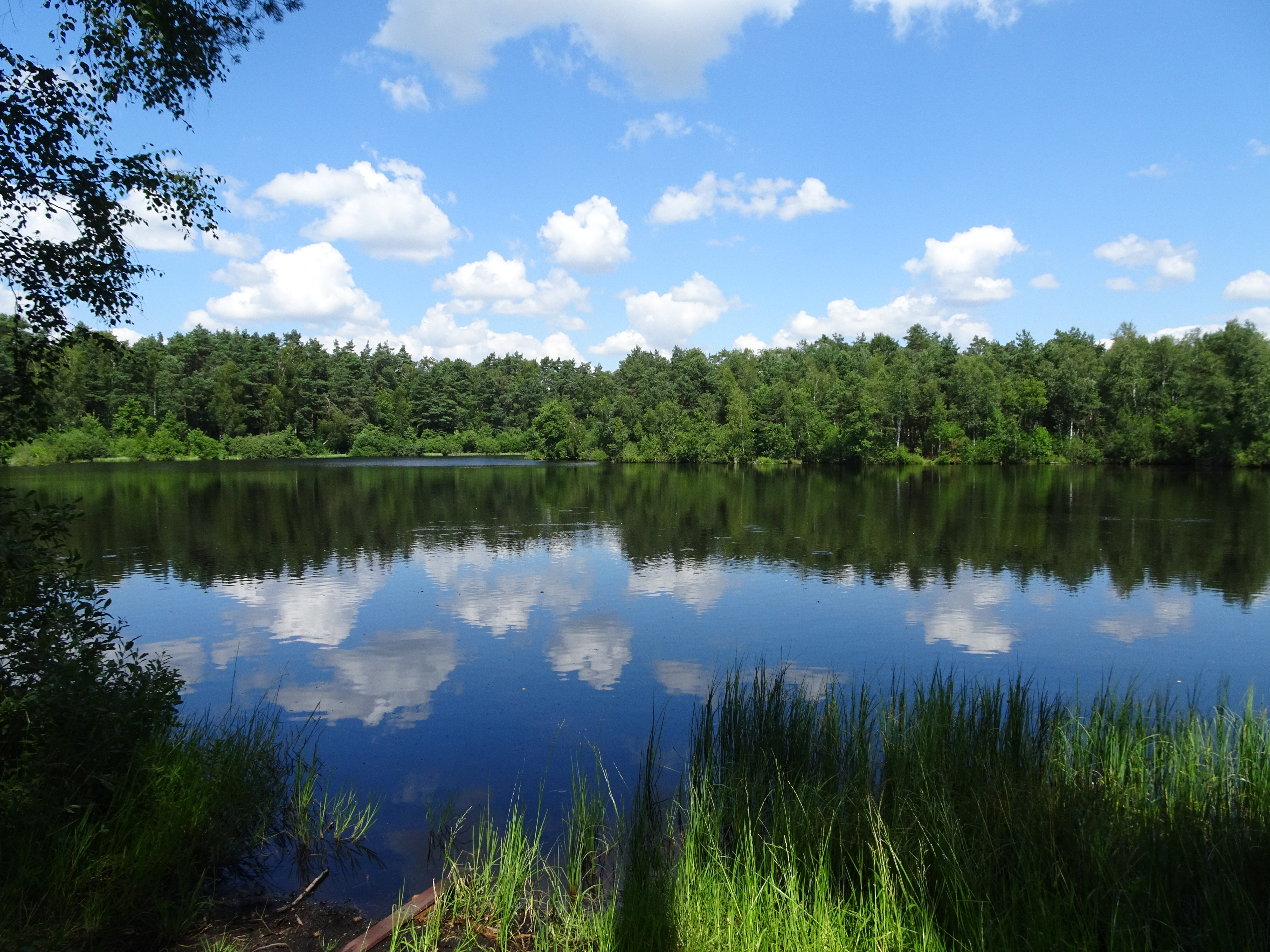
Jezioro Krajewo

Na zachodnich obrzeżach osiedla leży Jezioro Krajewo.
Dociera tu linia nr 3 mławskiej komunikacji miejskiej.